# School Spirits (série télévisée, 2023)
Ne doit pas être confondu avec School Spirits.
School Spirits ou Les esprits de Split River au Québec est une série télévisée américaine créée par Oliver Goldstick et diffusée depuis le 9 mars 2023 sur Paramount+. Il s'agit de l'adaptation du prochain roman graphique de Nate & Megan Trinrud et Maria Nguyen,.

## Synopsis
Maddie est une étudiante qui se retrouve sous la forme d'un fantôme pris au piège dans son lycée. Elle y a été assassinée.Elle est entourée des fantômes de toutes les personnes qui y sont mortes depuis des dizaines d'années. Elle cherche à découvrir qui l'a tuée, pour cela elle est aidée par son  ami Simon qui est toujours en vie et qui a la faculté de la voir.

## Distribution

### Acteurs principaux
- Peyton Roi List (VF : Alice Orsat) : Maddie Nears
- Kristian Flores (VF : Andrea Santamaria) : Simon Elroy
- Milo Manheim (VF : Juan Llorca) : Wally Clark
- Spencer Macpherson (VF : Martin Faliu) : Xavier Baxter
- Kiara Pichardo (VF : Zina Khakhoulia) : Nicole Herrera
- Sarah Yarkin (VF : Louise Emma Morel) : Rhonda
- Nick Pugliese (VF : Tom Trouffier) : Charley
- Rainbow Wedell (VF : Aurélie Konaté) : Claire Zomer

### Acteurs récurrents et invités
- Josh Zuckerman (VF : Alexandre Gillet) : M. Martin
- Maria Dizzia (VF : Christèle Billault) : Sandra Nears
- RaeAnne Boon (VF : Maryne Bertieaux) : Dawn
- Patrick Gilmore (VF : Stéphane Pouplard) : M. Anderson
- Ian Tracey (VF : Emmanuel Karsen) : le shérif Baxter
- Alex Zahara (VF : Constantin Pappas) : le proviseur Hartman

 Source et légende : version française (VF) sur RS Doublage

## Production
Le 20 juin 2023, la série est renouvelée pour une deuxième saison.

## Épisodes

### Première saison (2023)
1. My So-Called Death
2. The Fault of Our Scars
3. Dead and Confused
4. Ghoul Intentions
5. The Twilight End Zone
6. Grave the Last Dance
7. Séance Anything
8. Madison's Body

### Deuxième saison (2025)
1. Whatever Happened To Maddie Nears
2. Field Of Screams
3. Cant Hauntly Wait
4. Walk-In To Remember
5. Ghost Whos Coming To Dinner
6. Ghost Pointe Blank
7. Anatomy Of A Fallout Shelter
8. Fire Talk To Me